# Березники (аэропорт)
Аэропорт Березники — аэропорт на севере Пермского края. Расположен в 9 километрах восточнее города Соликамска и в 16 километрах севернее города Березники. Основан в 1983 году. В 2001 году аэропорт прекратил обслуживать регулярные рейсы. С тех пор он используется лишь вертолётами, лёгкими самолётами и авиацией лесоохраны.

## История
Аэропорт был построен в 1983 году. Аэропорт был допущен к приёму таких типов воздушных судов, как Ан-2, Ан-24, Ан-26, Як-40, Ил-18, Ил-114. До 1992 года являлся структурным подразделением 2-го авиаотряда, базирующегося в аэропорту Бахаревка города Перми. В 1992 году, после закрытия отряда был передан городу Березники, став первым в России аэропортом-муниципальным предприятием. В период с 1993 по 2001 годы обслуживал регулярные рейсы в Москву, Санкт-Петербург, Самару и Анапу, а также местные рейсы в пределах Пермской области. C осени 2001 года регулярные полёты приостановлены из-за нерентабельности и отозван сертификат эксплуатанта. Сейчас имущество аэропорта находится в собственности Александра Флегинского, владеющего сетью кинотеатров и компанией по продаже вертолётов. На данный момент аэропорт не обслуживает регулярных рейсов и используется только вертолётами для промежуточных посадок и дозаправки, а также авиацией лесоохраны и лёгкими частными самолётами. Также на территории аэродрома периодически проводятся автогонки.

## Техническая характеристика
Аэропорт способен принимать любые типы в/с 3-4 классов, взлетной массой до 30 тонн, а также любые типы вертолетов. Аэропорт работает в течение всего года в светлое время суток, так как на данный момент на аэродроме отсутствует основное навигационное и светосигнальное оборудование. Аэропорт имеет одну искусственную ВПП класса Г, размеры 1500×42 м, с асфальтобетонным покрытием. Классификационное число покрытия взлётно-посадочной полосы: 21/F/C/Y/T ;магнитные курсы: 166/346 , магнитное склонение: +15.

## Перспективы
В начале 2011 года в СМИ появилась информация о том, что сотрудники «Уралкалия» хотели бы возобновить работу аэропорта для полётов в Москву. Была приглашена авиакомпания «Сириус-Аэро», работающая в сегменте деловой авиации, для проведения технического рейса Березники — Москва на самолёте Hawker BAe-125, однако Росавиация не дала разрешение выполнить рейс. Пока данный вопрос так и не решился. Также губернатор Пермского края Виктор Басаргин заявил, что авиасообщение с Березниками это одно из ключевых возможных направлений..
В 2019 году была согласована сделка о покупке аэропорта у бизнесмена Александра Флегинского в краевую собственность.
Краевые власти намерены использовать аэропорт «в качестве посадочной площадки для базирования самолетов, вертолетов государственной специальной (санитарной, лесоохраной) авиации». Также рассматривается возможность реконструкции аэропорта для возобновления коммерческих рейсов.